# Le Perroquet mort

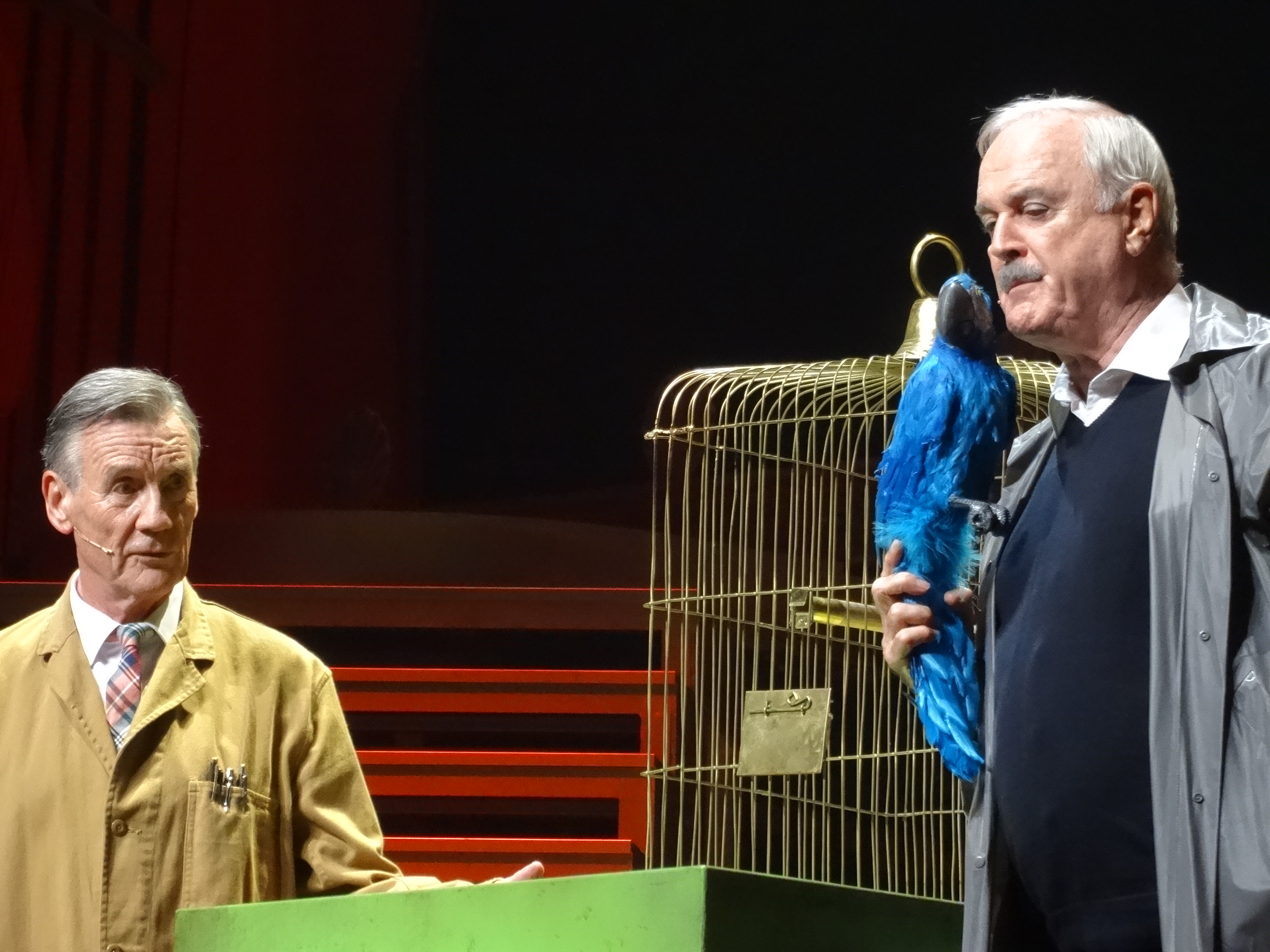
Michael Palin et John Cleese jouant le sketch sur la scène de l'O2 Arena lors du show Monty Python Live (Mostly) à Londres en 2014.

Le Perroquet mort (Dead Parrot), également appelé Le Sketch du perroquet (Parrot Sketch), est un sketch des Monty Python apparaissant dans le huitième épisode de la première saison du Flying Circus, et un des plus célèbres sketches du sextuor.
Le sketch traite d'un conflit dans un magasin d'animaux entre le vendeur (Michael Palin) et un client : Mr. Eric Praline (John Cleese) se plaint que le perroquet qu'il a acheté dans ce magasin était mort. Le perroquet mort est inspiré du sketch du vendeur de voiture dans How to Irritate People (en), un faux documentaire réalisé par John Cleese en 1968, réunissant déjà quelques futurs membres des Monty Python. Dans ce sketch, un vendeur (Michael Palin) refuse d'admettre que la voiture de son client (Graham Chapman) a un problème. Au cours des années, John Cleese et Michael Palin ont donné différentes versions du sketch pour différentes émissions de télévision, albums ou spectacles.

## Variantes
Dans la version originelle du Flying Circus, le sketch se termine par l'intervention de Graham Chapman dans le rôle récurrent du colonel (en) qui arrête les sketches devenus trop absurdes.
Dans le film La Première Folie des Monty Python, le sketch enchaîne sur The Lumberjack Song (en) (La Chanson du bûcheron), après que le vendeur a avoué avoir toujours voulu être bûcheron.
Dans le double album Monty Python's The Final Rip Off (en), le sketch est semblable à celui d'origine. Il se termine par l'affirmation du vendeur que le lézard parle. Le client répond alors : « Bon, alors je vais le prendre ».
Dans The Secret Policeman's Biggest Ball, en faveur d'Amnesty International, le sketch se termine d'une manière complètement différente, puisque sous les yeux d'un public extrêmement surpris, le vendeur rembourse le perroquet au client, qui conclut : « Eh bien, vous ne pouvez pas dire que Thatcher n'a rien changé ».

## Postérité
- À l'enterrement de Graham Chapman, John Cleese a fait de nombreuses références à des répliques du sketch dans son éloge (« Il n'est plus, il a expiré et est retourné vers son créateur. »), l'ayant également appelé vers la fin « un ex-Chapman » (alors qu'il parle d’ex-perroquet dans le sketch).
- L'expression « dead parrot » est parfois employée en anglais pour décrire quelque chose d'ancien et voué à disparaître, entre autres en politique.
- Un sketch de Rowan Atkinson faisant référence à un perroquet s'intitule Not the Parrot Sketch (Pas le sketch du perroquet).